# Alan Burns
Alan Burns, född 1887, död 1980, var en brittisk tjänsteman. Han var guvernör av Brittiska Honduras (Belize) 1934-1939. 